# إميل فوكس (عالم عقيدة)
إميل فوكس (بالألمانية: Emil Fuchs) (و. 1874 – 1971 م) هو عالم عقيدة، وأستاذ جامعي من ألمانيا الشرقية، وألمانيا، ولد في بيرفلدن، كان عضوًا في الحزب الديمقراطي الاجتماعي الألماني، توفي في برلين الشرقية، عن عمر يناهز 97 عاماً.

## التعليم
تعلم في جامعة غيسن
.

## جوائز
حصل على جوائز منها:
- وسام نجمة صداقة الشعوب لألمانيا الشرقية [الإنجليزية]‏ (1969)
- وسام الاستحقاق الوطني الذهبي
- راية العمل [الإنجليزية]‏
- وسام كارل فون أوسيتزكي  [لغات أخرى]‏

## روابط خارجية
- إميل فوكس على موقع مونزينجر (الألمانية)